# Cartea a doua Paralipomena
Cartea a doua Paralipomena sau 2 Cronici (ebraică דִּבְרֵי הַיָּמִים ב, transliterat Divrei Hayamim Bet) este o carte din Vechiul Testament.